# Alabarca
Alabarca és un títol grec que es donava al cap de la comunitat jueva a la ciutat d'Alexandria, a Egipte durant el període hel·lenístic i romà. La seva missió principal era recollir les taxes a la comunitat jueva i pagar-les al govern. La seva etimologia presenta seriosos dubtes.